# Fogo na Noite Escura
Fogo na Noite Escura é um romance de Fernando Namora escrito em 1942 e publicado pela primeira vez em 1943, sendo o seu segundo romance que se seguiu a As Sete Partidas do Mundo (1938).
A acção da obra desenrola-se em Coimbra durante os dias agitados da II Guerra Mundial. É o romance de uma geração que deu um exemplo de luta e de esperança. Tem como principais personagens os estudantes e a gente de Coimbra que vive com eles nessa centenária oposição entre os «doutores», privilegiados pelo nascimento, pela fortuna e pela cultura, e os pobres pequenos burgueses, modestos funcionários e operários que desde sempre se viram obrigados a tolerar a hegemonia e muitas vezes os abusos daqueles.
No ambiente deste romance de Fernando Namora não se encontra, porém, a cidade universitária convencional que tem sido evocada em tanto livros de memórias de ex-estudantes. Encontra-se sim um mundo de gente lutando duramente pela vida, com problemas intelectuais, sociais, morais, económicos e políticos a resolver.
Fogo na Noite Escura põe sobretudo em evidência a crise de uma concepção de universidade, tradicionalista e aristocrática, perante as exigências de uma sociedade que progride fatal e irreversivelmente para uma nova etapa da história social.
Para Mário Sacramento, Fogo Na Noite Escura constitui “um depoimento inestimável em torno das coordenadas coimbrãs da geração de 40”.

## Apreciação
Para Ana Ferri, numa apreciação intertextual com O Caminho Fica Longe de Vergílio Ferreira, Fogo na Noite Escura procura retratar a rotina dos jovens universitários de Coimbra e, embora não tenha um único protagonista, pois o enredo engloba histórias de vários jovens como Abílio, Mariana, Luís Manuel, Rita, Seabra, destaca-se o perfil contestador e político do aventureiro Júlio e o do conflituoso Zé Maria.
Também para Ana Ferri, Fernando Namora retrata neste romance uma geração que cresceu sob os ecos das duas grandes guerras mundiais do século XX, que vivenciou um contexto de crise e de recrudescimento de governos ditadores e fascistas. Naturalmente, esses jovens também sentiram a necessidade de tomada de consciência, uma necessidade que crescia em diversos segmentos da sociedade em todo o mundo, e que veio na esteira do Novo Humanismo, que em Portugal, se denominou Neorrealismo, movimento artístico de raízes marxistas, que procurou questionar os valores burgueses e problematizar a alienação do homem, denunciando as desigualdades socio-económicas.

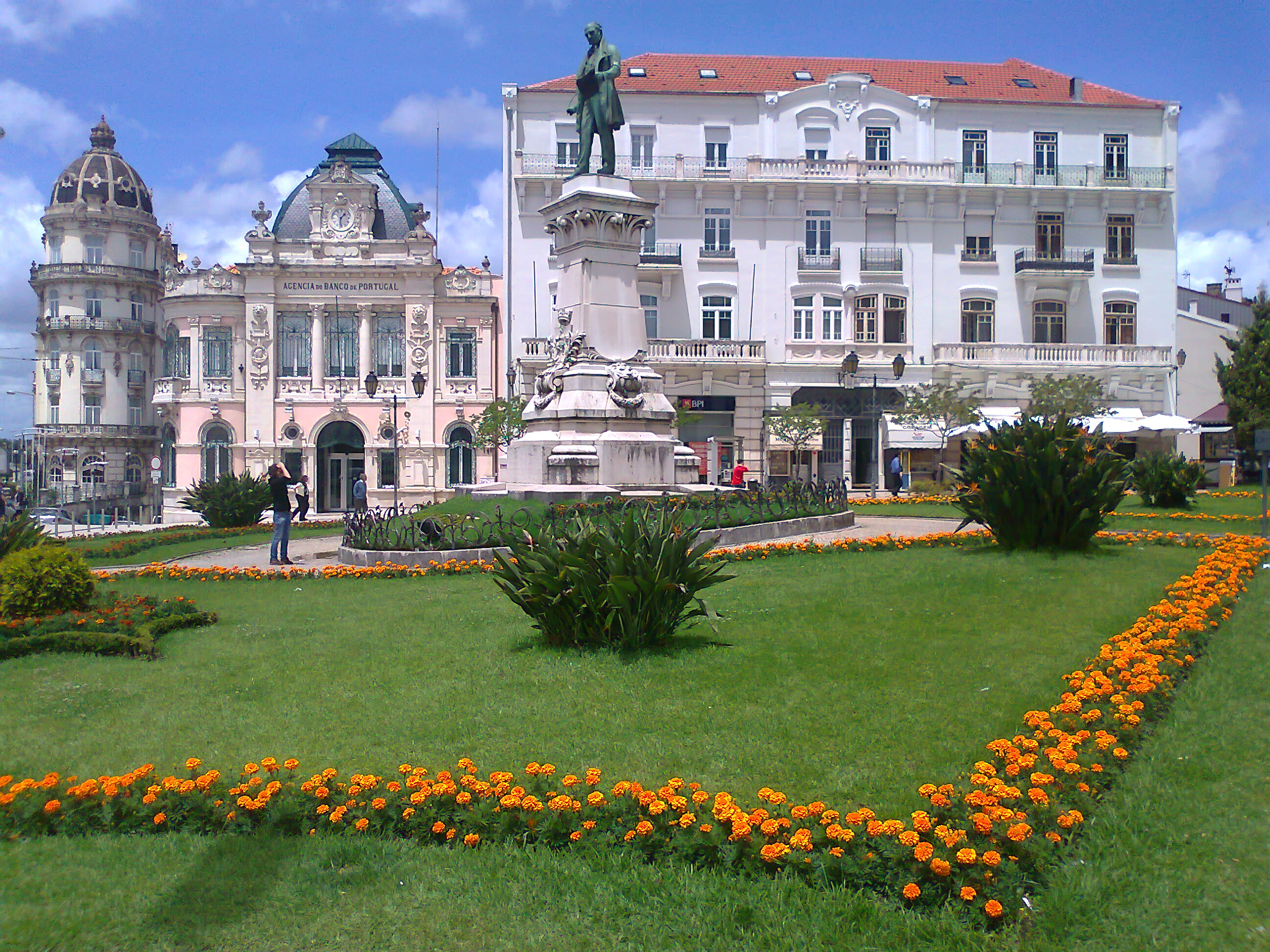
Praça em Coimbra, cidade onde decorre quase toda a acção de Fogo na Noite Escura

Ainda para Ana Ferri, o processo de desalienação e de consolidação de novas diretrizes literárias ou artísticas enfrentou muitas dificuldades em Portugal. Além do crivo da censura, da alta
taxa de analfabetismo do povo, também sofreu com a desconfiança das classes desfavorecidas e mesmo com o sentimento de descrédito vindo de muitos dos jovens intelectuais, não tendo esta questão sido negligenciada por Fernando Namora neste romance. O personagem Júlio ataca com vigor as intenções literárias de alguns jovens escritores, assumindo a voz que questiona a eficácia prática das atividades intelectuais dos colegas. Mas a indignação de Júlio volta-se principalmente contra Luís Manuel, jovem rico e bem intencionado que sofre com a aversão e a desconfiança dos estudantes mais radicalmente envolvidos em atividades socio-políticas.
Outro aspecto social, sublinhado por Ana Ferri, presente neste romance, refere-se ao novo quadro de
estudantes das universidades portuguesas, um quadro que já não era formado apenas por filhos de fidalgos ou burgueses. A Universidade passa a receber membros de classes que antes ficavam de fora de seus muros, e passa a conhecer os desejos e a pobreza desses novos estudantes. Em Fogo Na Noite Escura, encontram-se personagens destas classes mais humildes como Zé Maria que apresenta um temperamento explosivo e que se impõe pelo forte físico de montanhês, tendo uma origem pobre e camponesa, e enfrentando grandes dificuldades financeiras para se manter na universidade.
Desenvolvendo a análise deste personagem, Ana Ferri considera que Zé Maria vive uma verdadeira batalha interior para encontrar a essência da sua existência, para descobrir um objetivo que merecesse a luta com ímpeto e convicção, sendo uma grande síntese do perfil que Fernando Namora deu à grande maioria dos seus protagonistas. E são as atitudes deste personagem que dá o tom mais social de Fogo Na Noite Escura, marcando o início da convergência do seu autor ao novo movimento literário.
Ana Ferri sintetiza que a trajetória de Fernando Namora, embora com a sua própria individualidade, foi participante do discurso de uma geração que primou pela intenção de transformar o seu tempo histórico num tempo mais humano e justo, ressaltando a importância que o Neorrealismo teve em Portugal, sendo mais do que um movimento e tendo representado uma inquietação intelectual que permaneceu até ao presente entre os que acreditam na Literatura e na Arte como instrumentos de transformação da sociedade.